# Citrinin
Citrinin ist ein Mykotoxin (Schimmelpilzgift), das überwiegend von Schimmelpilzen der Gattung Penicillium, sowie von einigen Arten von Aspergillus gebildet wird. Ferner wird es in den Blättern von Crotalaria crispata produziert, einer Pflanze aus der Familie der Hülsenfrüchtler. Chemisch zählt Citrinin zu den Benzopyran-carbonsäuren.

## Vorkommen
Citrinin kommt natürlicherweise in Ländern mit gemäßigtem Klima vor, weil die produzierenden Penicillium-Arten eher tiefere Temperaturen bevorzugen. Man findet das Schimmelpilzgift in Gerste, Hafer, Roggen, Weizen, Maismehl, Leinsamenschrot, Erdnüssen und den daraus hergestellten Produkten. Häufig ist Citrinin vergesellschaftet mit Ochratoxin.

## Biologische und toxische Wirkung
Citrinin ist eine krebserregende und mutationsauslösende Substanz sowie ein potentes Nieren-, Leber- und Zellgift. Es hat zusätzlich eine antibiotische Wirkung.

## Lebensmittelrechtliche Regelung
In der EU werden die Höchstmengen an Mykotoxinen wie Citrinin in Lebensmitteln durch die Verordnung (EG) Nr. 1881/2006 geregelt. Die jeweiligen Höchstgrenzen hängen dabei vom Erzeugnis ab und orientieren sich auch daran, was durch gute Herstellungspraxis oder gute landwirtschaftliche Praxis erreichbar ist. Für Nahrungsergänzungsmittel auf Basis von Reis, der durch den Schimmelpilz Monascus purpureus fermentiert wurde gilt ein Grenzwert von Citrinin von 100 µg/kg.